# Hans Purin (Architekt)
Hans Purin (* 3. Jänner 1933 in Bregenz, Vorarlberg; † 4. Juni 2010 ebenda) war ein österreichischer Architekt.

## Werdegang

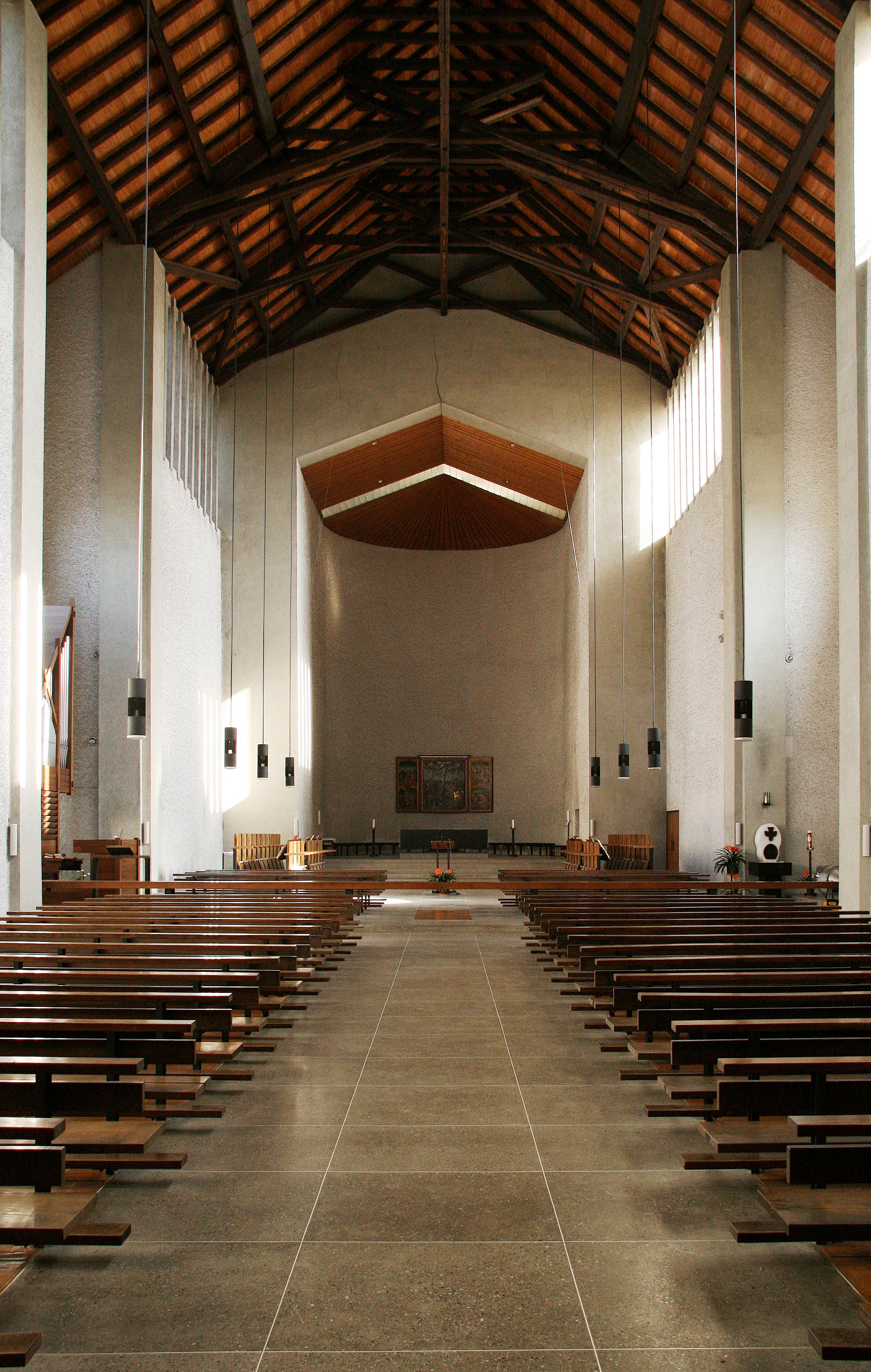
Abteikirche Bregenz-Mehrerau

Siedlung Halde, Bludenz

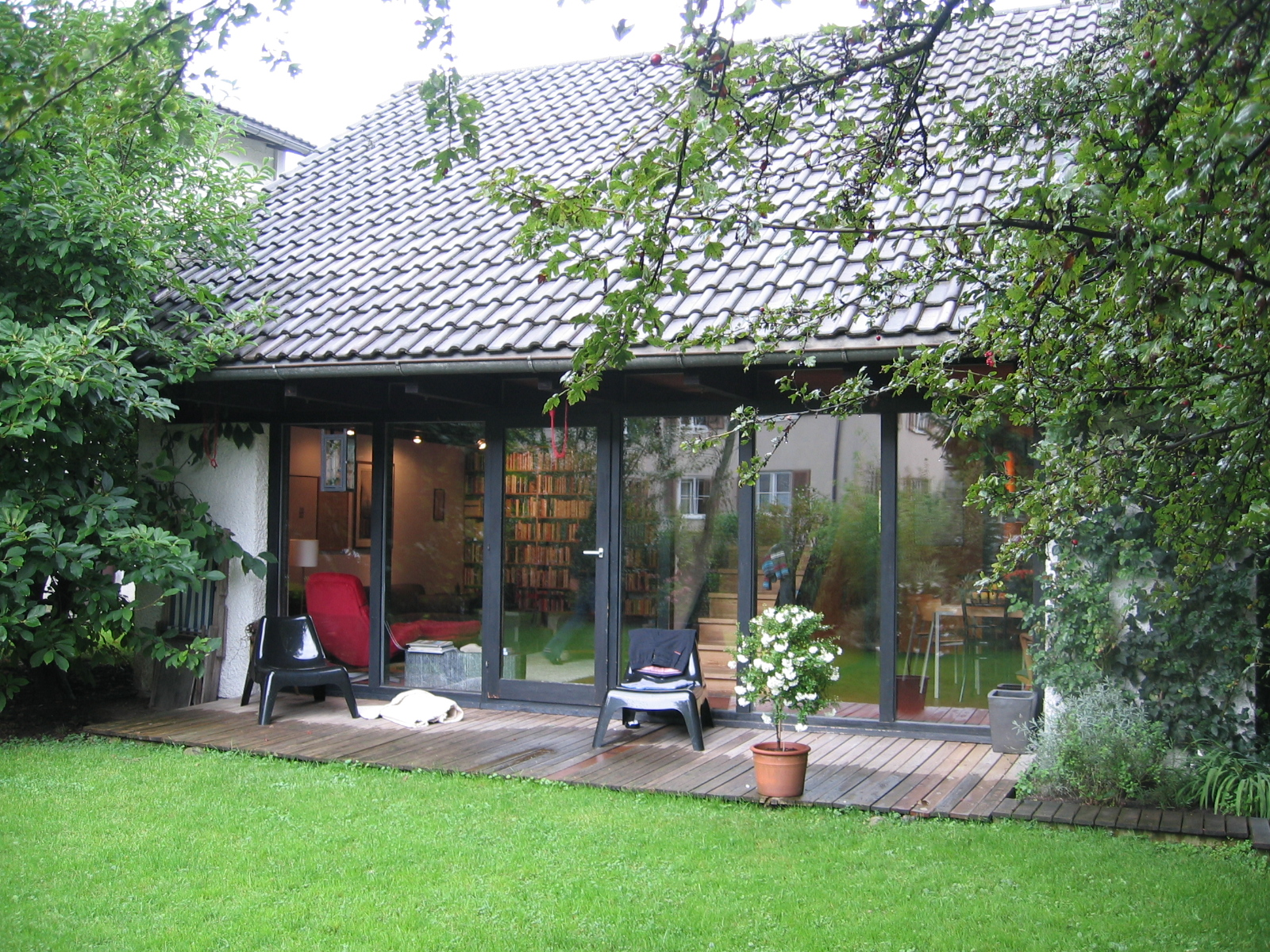
Einfamilienhaus F., Bregenz

Hans Purin absolvierte erst eine Maurerlehre sowie die Bauhandwerkerschule in Bregenz, bevor er sich der Architektur zuwendete. Er studierte an der Akademie der bildenden Künste Wien bei Roland Rainer. Dieser erkannte Purins Talent und nahm ihn schon während des Studiums in sein Büro auf. Purin arbeitete danach an den technisch solidesten Werken Rainers mit, auch an dessen eigenem Haus.
1958 kehrte Purin in seine Vorarlberger Heimat zurück, gründete sein eigenes Atelier und baute sich selbst ein Haus in Kennelbach. Dieses gilt als Statement seines Anliegens – radikal einfach, bescheiden und modern (heute nicht mehr im Originalzustand).
1961 erhielt er den Auftrag für die Generalsanierung der Abteikirche Mehrerau. Der Umbau wurde zum international bedeutsamen Beispiel für modernen Kirchenbau und eine weltoffene Kirche.
Seine nachfolgenden Wohnbauten wie die Siedlung Halde in Bludenz etablierten einen neuen Standard kostengünstigen Bauens. Er wurde zum Architekten der „widerständigen“ Kulturschicht Vorarlbergs – verschiedene Bauherren waren wie Purin selbst in Kulturinitiativen der Soziokultur wie den Randspielen engagiert.
Hans Purin ging mit dem Baustoff Holz neue Wege und war ein Pionier des Vorarlberger Holzbaus. Durch seine kritische, aber integrierende Art, wurde er zu einer Leitfigur für die junge Architektenschaft und prägt bis heute den Stil der Vorarlberger Baukünstler.
Der architektonische Nachlass von Hans Purin befindet sich seit 2011 im Architekturzentrum Wien. Hans Purin war ein Sohn des Malers und Kunsterziehers Hans Purin (1898–1989) und Vater des Kulturwissenschaftlers Bernhard Purin  (1963–2024).

## Realisierungen
- Umgestaltung der Abteikirche der Territorialabtei Wettingen-Mehrerau, Bregenz 1961–1964
- Haus Purin, Kennelbach, 1960–1961
- Reihenhaussiedlung Halde, Bludenz, 1965–1967, Österreichischer Bauherrenpreis 1969
- Haus Purin, Rosenburg am Kamp, 1967–1970
- Haus B., Gaissau, 1969–1970
- Haus F., Schwarzach-Linzenberg, 1970
- Haus M., Feldkirch-Altenstadt, 1970‐1971
- Haus R., Hard, 1973–1974
- Pfarrhof und Gemeindesaal der Evangelischen Gemeinde, Bregenz, 1974
- Reihenhaussiedlung Langener Straße, Kennelbach, 1974–1975
- Haus F., Bregenz, 1978
- Einfamilienhäuser G., Schwarzach-Linzenberg, 1978‐1980
- Wohnanlage Kiesestraße, Hard (mit Wolfgang Ritsch), 1982‐1983
- Haus J., Batschuns, 1984
- Wohnen in der Goldfabrik, Bregenz, 1989–1990
- Wohnanlage Lustenauer Straße, Hohenems (mit Helmut Kuess), 1991–1992
- Wohnanlage Nenzing-Mariex, 2009–2010